# Tipula (Eumicrotipula) glossophora
Tipula (Eumicrotipula) glossophora is een tweevleugelige uit de familie langpootmuggen (Tipulidae). De soort komt voor in het Neotropisch gebied.